# Masters of Formula 3 2000
De Marlboro Masters of Formula 3 2000 was de tiende editie van de Masters of Formula 3. De race, waarin Formule 3-teams uit verschillende Europese kampioenschappen tegen elkaar uitkomen, werd verreden op 6 augustus 2000 op het Circuit Park Zandvoort.
De race werd gewonnen door Jonathan Cochet voor Signature Competition. Carlin Motorsport-coureur Ben Collins en Stewart Racing-coureur Tomas Scheckter maakten het podium compleet.

## Inschrijvingen
| Team                    | No | Rijder              | Chassis | Motor       | Kampioenschap               |
| ----------------------- | -- | ------------------- | ------- | ----------- | --------------------------- |
| Manor Motorsport        | 1  | Antônio Pizzonia    | Dallara | Mugen-Honda | Britse Formule 3            |
| Manor Motorsport        | 2  | Toby Scheckter      | Dallara | Mugen-Honda | Eurocup Formule Renault 2.0 |
| Signature Competition   | 3  | Benoît Tréluyer     | Dallara | Renault     | Japanse Formule 3           |
| Signature Competition   | 4  | Jonathan Cochet     | Dallara | Renault     | Franse Formule 3            |
| Van Amersfoort Racing   | 5  | Jeroen Bleekemolen  | Dallara | Opel        | Duitse Formule 3            |
| Van Amersfoort Racing   | 6  | Tom van Bavel       | Dallara | Opel        | Duitse Formule 3            |
| Stewart Racing          | 7  | Narain Karthikeyan  | Dallara | Mugen-Honda | Britse Formule 3            |
| Stewart Racing          | 8  | Tomas Scheckter     | Dallara | Mugen-Honda | Britse Formule 3            |
| LD Autosport            | 9  | Ryo Fukuda          | Dallara | Renault     | Franse Formule 3            |
| Carlin Motorsport       | 10 | Takuma Sato         | Dallara | Mugen-Honda | Britse Formule 3            |
| Carlin Motorsport       | 11 | Ben Collins         | Dallara | Mugen-Honda | Britse Formule 3            |
| AIL Team Kolles Racing  | 14 | Peter Sundberg      | Dallara | Mugen-Honda | Duitse Formule 3            |
| AIL Team Kolles Racing  | 15 | Elran Nijenhuis     | Dallara | Mugen-Honda | Duitse Formule 3            |
| RC Benetton Junior Team | 16 | Nicolas Kiesa       | Dallara | Opel        | Britse Formule 3            |
| RC Benetton Junior Team | 17 | Miloš Pavlović      | Dallara | Opel        | Britse Formule 3            |
| Fortec Motorsport       | 18 | Gianmaria Bruni     | Dallara | Mugen-Honda | Britse Formule 3            |
| Fortec Motorsport       | 19 | Michael Bentwood    | Dallara | Mugen-Honda | Britse Formule 3            |
| ASM Elf                 | 20 | Tiago Monteiro      | Dallara | Renault     | Franse Formule 3            |
| ASM Elf                 | 21 | Julien Beltoise     | Dallara | Renault     | Franse Formule 3            |
| ASM Elf                 | 22 | Tristan Gommendy    | Dallara | Renault     | Franse Formule 3            |
| GM Motorsport           | 23 | Zsolt Baumgartner   | Dallara | Opel        | Duitse Formule 3            |
| GM Motorsport           | 24 | Toshihiro Kaneishi  | Dallara | Opel        | Duitse Formule 3            |
| GM Motorsport           | 25 | Tony Schmidt        | Dallara | Opel        | Duitse Formule 3            |
| Target Racing           | 26 | Matteo Grassotto    | Dallara | Opel        | Eurocup Formule Renault 2.0 |
| Uboldi Corse            | 27 | Luca Iannaccone     | Dallara | FIAT        | Oostenrijkse Formule 3      |
| La Filière              | 28 | Romain Dumas        | Martini | Opel        | Franse Formule 3            |
| La Filière              | 29 | James Andanson      | Martini | Opel        | Franse Formule 3            |
| La Filière              | 30 | Adam Jones          | Martini | Opel        | Franse Formule 3            |
| Andrew Kirkaldy         | 31 | Andrew Kirkaldy     | Dallara | Opel        | Britse Formule 3            |
| Prema Powerteam         | 32 | Philip Cloostermans | Dallara | Opel        | Duitse Formule 3            |
| Rowan Racing            | 33 | Warren Carway       | Dallara | Mugen-Honda | Britse Formule 3            |
| Rowan Racing            | 34 | Martin O'Connell    | Dallara | Mugen-Honda | Britse Formule 3            |
| Promatecme Junior Team  | 35 | Yannick Schroeder   | Dallara | Renault     | Franse Formule 3            |
| Swiss Racing Team       | 36 | Giorgio Mecattaf    | Dallara | Opel        | Duitse Formule 3            |
| Swiss Racing Team       | 37 | Armin Pörnbacher    | Dallara | Opel        | Duitse Formule 3            |
| Alan Docking Racing     | 38 | Omar Galeffi        | Dallara | Mugen-Honda |                             |
| Alan Docking Racing     | 39 | Marco du Pau        | Dallara | Mugen-Honda |                             |
| JB Motorsport           | 40 | Nicolas Stelandre   | Dallara | Opel        | Britse Formule 3            |
| JB Motorsport           | 41 | Val Hillebrand      | Dallara | Opel        | Britse Formule 3            |

## Kwalificatie

### Groep A
| Positie | Nr. | Rijder             | Team                    | Tijd     |
| ------- | --- | ------------------ | ----------------------- | -------- |
| 1       | 35  | Yannick Schroeder  | Promatecme Junior Team  | 1:33.565 |
| 2       | 7   | Narain Karthikeyan | Stewart Racing          | 1:33.771 |
| 3       | 3   | Benoît Tréluyer    | Signature Competition   | 1:33.953 |
| 4       | 11  | Ben Collins        | Carlin Motorsport       | 1:34.248 |
| 5       | 5   | Jeroen Bleekemolen | Van Amersfoort Racing   | 1:34.281 |
| 6       | 31  | Andrew Kirkaldy    | Andrew Kirkaldy         | 1:34.282 |
| 7       | 9   | Ryo Fukuda         | LD Autosport            | 1:34.308 |
| 8       | 21  | Julien Beltoise    | ASM Elf                 | 1:34.328 |
| 9       | 23  | Zsolt Baumgartner  | GM Motorsport           | 1:34.399 |
| 10      | 17  | Miloš Pavlović     | RC Benetton Junior Team | 1:34.437 |
| 11      | 1   | Antônio Pizzonia   | Manor Motorsport        | 1:34.441 |
| 12      | 37  | Armin Pörnbacher   | Swiss Racing Team       | 1:34.571 |
| 13      | 25  | Tony Schmidt       | GM Motorsport           | 1:34.583 |
| 14      | 29  | James Andanson     | La Filière              | 1:34.731 |
| 15      | 39  | Marco du Pau       | Alan Docking Racing     | 1:34.863 |
| 16      | 19  | Michael Bentwood   | Fortec Motorsport       | 1:35.175 |
| 17      | 15  | Elran Nijenhuis    | AIL Team Kolles Racing  | 1:35.408 |
| 18      | 41  | Val Hillebrand     | JB Motorsport           | 1:35.464 |
| 19      | 33  | Warren Carway      | Rowan Racing            | 1:35.614 |
| 20      | 27  | Luca Iannaccone    | Uboldi Corse            | 1:41.557 |

### Groep B
| Positie | Nr. | Rijder              | Team                    | Tijd     |
| ------- | --- | ------------------- | ----------------------- | -------- |
| 1       | 4   | Jonathan Cochet     | Signature Competition   | 1:33.192 |
| 2       | 10  | Takuma Sato         | Carlin Motorsport       | 1:33.214 |
| 3       | 18  | Gianmaria Bruni     | Fortec Motorsport       | 1:33.431 |
| 4       | 24  | Toshihiro Kaneishi  | GM Motorsport           | 1:33.498 |
| 5       | 8   | Tomas Scheckter     | Stewart Racing          | 1:33.927 |
| 6       | 6   | Tom van Bavel       | Van Amersfoort Racing   | 1:33.998 |
| 7       | 16  | Nicolas Kiesa       | RC Benetton Junior Team | 1:34.140 |
| 8       | 20  | Tiago Monteiro      | ASM Elf                 | 1:34.157 |
| 9       | 26  | Matteo Grassotto    | Target Racing           | 1:34.210 |
| 10      | 14  | Peter Sundberg      | AIL Team Kolles Racing  | 1:34.224 |
| 11      | 34  | Martin O'Connell    | Rowan Racing            | 1:34.633 |
| 12      | 32  | Philip Cloostermans | Prema Powerteam         | 1:34.641 |
| 13      | 2   | Toby Scheckter      | Manor Motorsport        | 1:34.922 |
| 14      | 22  | Tristan Gommendy    | ASM Elf                 | 1:35.147 |
| 15      | 38  | Omar Galeffi        | Alan Docking Racing     | 1:35.257 |
| 16      | 40  | Nicolas Stelandre   | JB Motorsport           | 1:35.449 |
| 17      | 28  | Romain Dumas        | La Filière              | 1:35.548 |
| 18      | 36  | Giorgio Mecattaf    | Swiss Racing Team       | 1:35.760 |
| 19      | 30  | Adam Jones          | La Filière              | 1:36.067 |

## Race
| Positie | Nr. | Rijder              | Team                    | Ronden | Tijd/Verschil       | Grid |
| ------- | --- | ------------------- | ----------------------- | ------ | ------------------- | ---- |
| 1       | 4   | Jonathan Cochet     | Signature Competition   | 19     | 33:09.939           | 1    |
| 2       | 11  | Ben Collins         | Carlin Motorsport       | 19     | +3.429              | 8    |
| 3       | 8   | Tomas Scheckter     | Stewart Racing          | 19     | +3.801              | 9    |
| 4       | 3   | Benoît Tréluyer     | Signature Competition   | 19     | +7.977              | 6    |
| 5       | 24  | Toshihiro Kaneishi  | GM Motorsport           | 19     | +8.516              | 7    |
| 6       | 6   | Tom van Bavel       | Van Amersfoort Racing   | 19     | +9.195              | 11   |
| 7       | 5   | Jeroen Bleekemolen  | Van Amersfoort Racing   | 19     | +10.515             | 10   |
| 8       | 31  | Andrew Kirkaldy     | Andrew Kirkaldy         | 19     | +11.247             | 12   |
| 9       | 16  | Nicolas Kiesa       | RC Benetton             | 19     | +12.600             | 13   |
| 10      | 26  | Matteo Grassotto    | Target Racing           | 19     | +14.452             | 17   |
| 11      | 20  | Tiago Monteiro      | ASM Elf                 | 19     | +15.444             | 15   |
| 12      | 27  | Miloš Pavlović      | RC Benetton Junior Team | 19     | +15.567             | 20   |
| 13      | 21  | Julien Beltoise     | ASM Elf                 | 19     | +22.429             | 16   |
| 14      | 34  | Martin O'Connell    | Rowan Racing            | 19     | +23.593             | 21   |
| 15      | 23  | Zsolt Baumgartner   | GM Motorsport           | 19     | +24.800             | 18   |
| 16      | 37  | Armin Pörnbacher    | Swiss Racing Team       | 19     | +27.597             | 24   |
| 17      | 25  | Tony Schmidt        | GM Motorsport           | 19     | +28.503             | 26   |
| 18      | 39  | Marco du Pau        | Alan Docking Racing     | 19     | +34.723             | 30   |
| 19      | 7   | Narain Karthikeyan  | Stewart Racing          | 19     | +44.448             | 4    |
| 20      | 2   | Toby Scheckter      | Manor Motorsport        | 19     | +44.729             | 25   |
| 21      | 40  | Nicolas Stelandre   | JB Motorsport           | 19     | +48.294             | 31   |
| 22      | 9   | Ryo Fukuda          | LD Autosport            | 19     | +49.206             | 14   |
| 23      | 36  | Giorgio Mecattaf    | Swiss Racing Team       | 19     | +51.299             | 35   |
| 24      | 38  | Omar Galeffi        | Alan Docking Racing     | 19     | +51.511             | 29   |
| 25      | 30  | Adam Jones          | La Filière              | 19     | +52.066             | 37   |
| 26      | 29  | James Andanson      | La Filière              | 19     | +52.067             | 28   |
| 27      | 33  | Warren Carway       | Rowan Racing            | 19     | +1:38.158           | 38   |
| 28      | 10  | Takuma Sato         | Carlin Motorsport       | 18     | +1 ronde            | 3    |
| DNF     | 22  | Tristan Gommendy    | ASM Elf                 | 17     | Uitgevallen         | 27   |
| DNF     | 32  | Philip Cloostermans | Prema Powerteam         | 17     | Uitgevallen         | 23   |
| DNF     | 19  | Michael Bentwood    | Fortec Motorsport       | 16     | Uitgevallen         | 32   |
| DNF     | 15  | Elran Nijenhuis     | AIL Team Kolles Racing  | 15     | Uitgevallen         | 34   |
| DNF     | 41  | Val Hillebrand      | JB Motorsport           | 14     | Uitgevallen         | 36   |
| DNF     | 1   | Antônio Pizzonia    | Manor Motorsport        | 13     | Uitgevallen         | 22   |
| DNF     | 18  | Gianmaria Bruni     | Fortec Motorsport       | 12     | Uitgevallen         | 5    |
| DNF     | 14  | Peter Sundberg      | AIL Team Kolles Racing  | 0      | Uitgevallen         | 19   |
| DNF     | 35  | Yannick Schroeder   | Promatecme Junior Team  | 0      | Uitgevallen         | 2    |
| DNS     | 28  | Romain Dumas        | La Filière              | 0      | Niet gestart        | 33   |
| DNQ     | 27  | Luca Iannaccone     | Uboldi Corse            | 0      | Niet gekwalificeerd |      |

1991 · 1992 · 1993 · 1994 · 1995 · 1996 · 1997 · 1998 · 1999 · 2000 · 2001 · 2002 · 2003 · 2004 · 2005 · 2006 · 2007 · 2008 · 2009 · 2010 · 2011 · 2012 · 2013 · 2014 · 2015 · 2016
Lijst van coureurs